# Starý hřbitov v Netíně
Starý hřbitov v Netíně je historické, již nepoužívané pohřebiště v centru obce Netín v okrese Žďár nad Sázavou, rozkládající se okolo místního kostela Nanebevzetí Panny Marie.

## Historie
Hřbitov v Netíně existoval zřejmě od počátku místní duchovní správy. V 19. století přestal být používán pro pohřby. Ve 20. století proběhla jeho parková úprava.

## Stavební podoba
Hřbitov se rozkládá ze tří stran kolem kostela, z jedné strany sousedí s dvorem místní fary. Po parkové úpravě starého hřbitova se zde nacházejí pouze dva hroby. V ose presbytáře kostela, při ohradní zdi hřbitova, je hrobka R.D. Františka Přikryla, netínského faráře v letech 1809-1858 s veršovaným epitafem, završená kapličkou. Za kostelem, poblíž bývalé farní kaplanky, se nachází exhumační hrob, zřízený v 70. letech 20. století pro lidské ostatky, vyzvednuté ze země v souvislosti s tehdy probíhající rekonstrukcí kostela. Ostatní hroby byly v minulosti zrušeny a prostor bývalého hřbitova byl zatravněn. V ohrazení hřbitova se dále nachází malá kaple se sanktusovou vížkou, sloužící snad původně jako márnice.

## Galerie

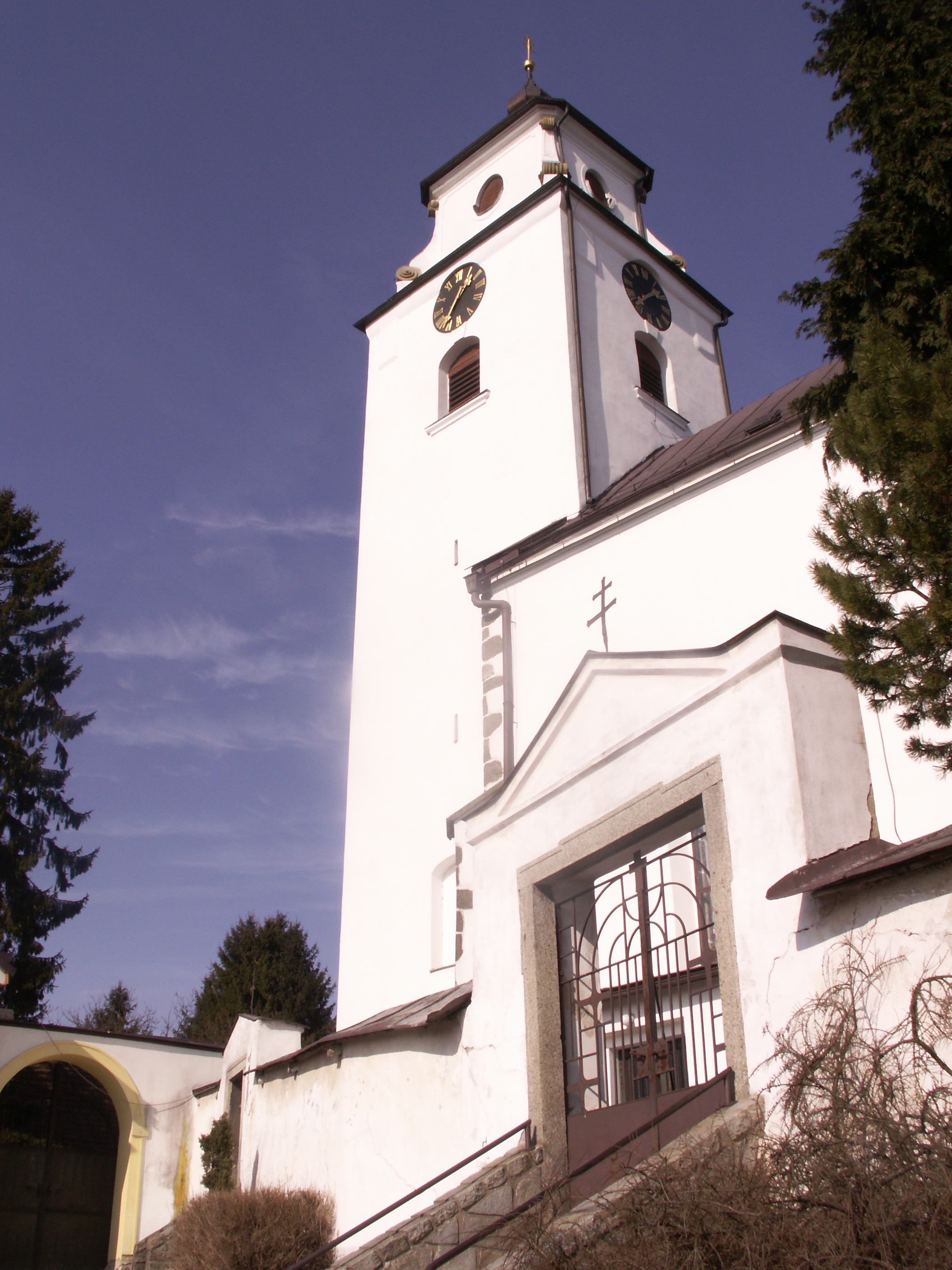
Hlavní vstup na starý netínský hřbitov ve směru centra od vsi.
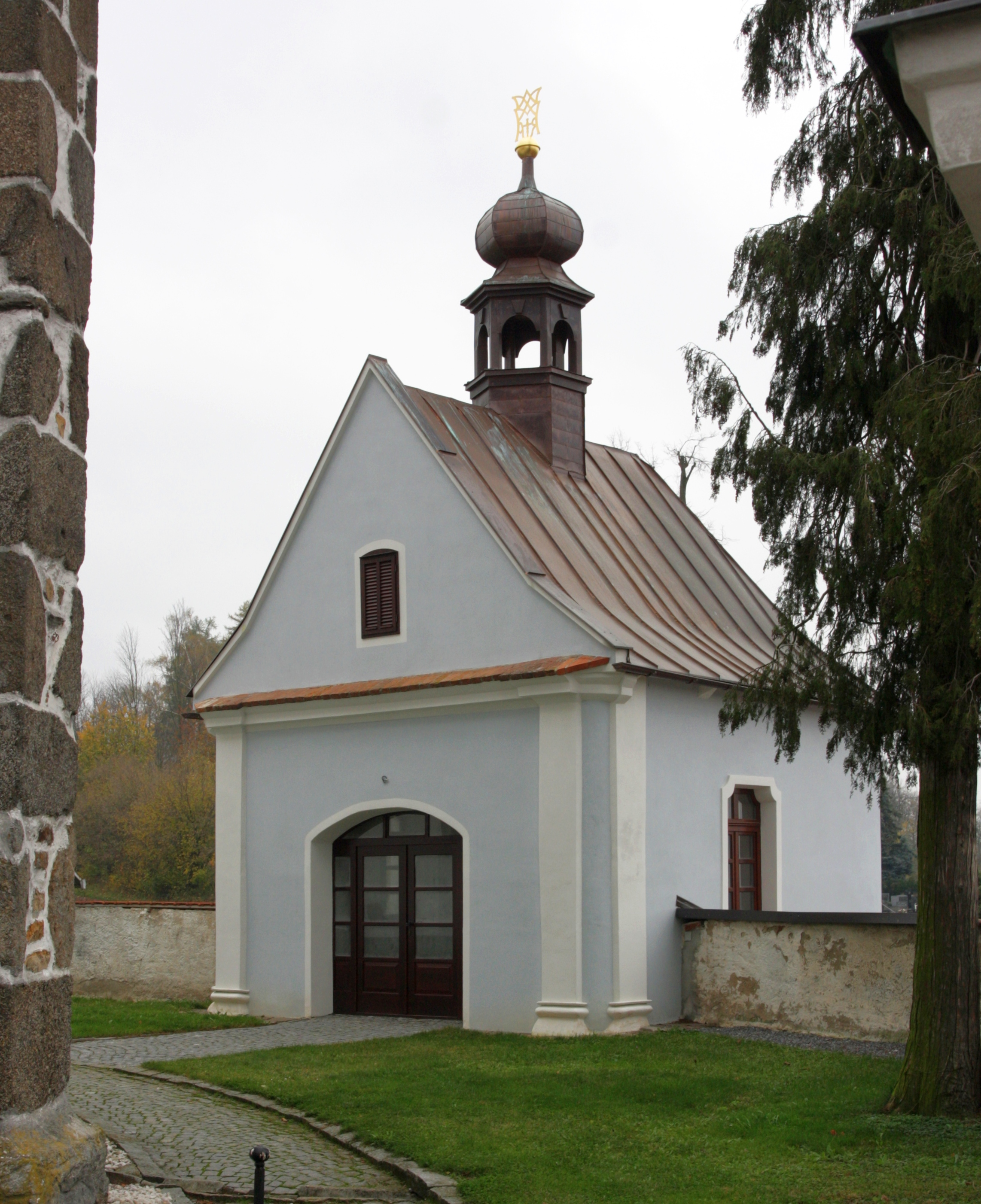
Kaple na starém hřbitově.
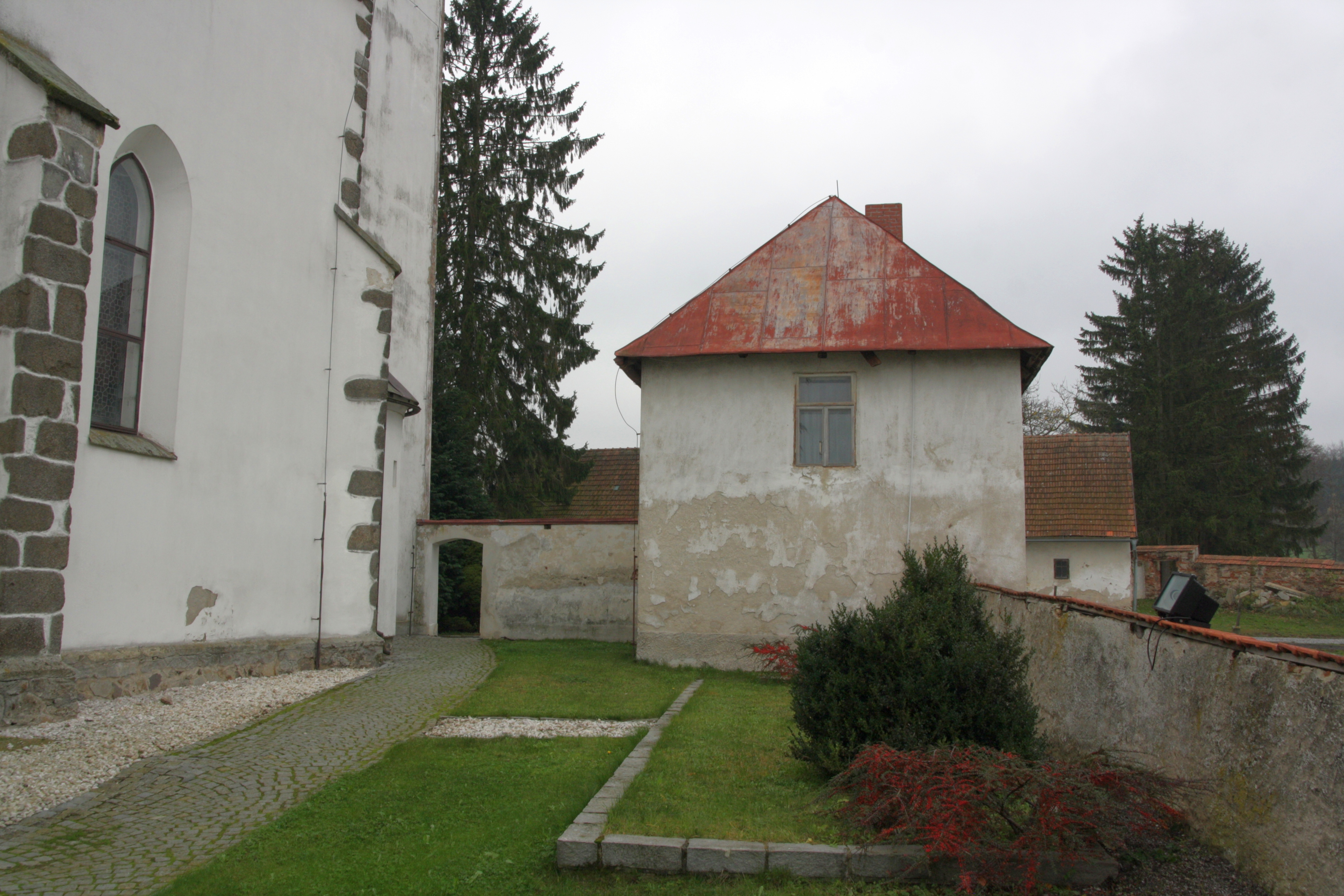
Severní strana bývalého hřbitova.